# Ennui existentiel
Ennui existentiel est une nouvelle d’Anton Tchekhov, parue en 1886.

## Historique
Ennui existentiel a été initialement publié dans la revue russe Temps nouveaux, numéro 3682, du 31 mai 1886. La nouvelle a aussi été traduite en français sous les titres L’ennui de vivre ou L’ennui .

## Résumé
La colonelle Anna Lebedev vient de perdre sa fille unique de seize ans. Accablée, elle vend son bien en ville et s’installe dans sa propriété, à Jenino, en pleine campagne.
Quand Martin, son cuisinier, se brûle et qu’elle le soigne, elle a une révélation : elle va désormais soigner les gens. Elle se persuade qu’elle peut faire aussi bien qu’un médecin et, le bouche à oreille aidant, elle a chaque matin près de vingt malades qui l’attendent. Elle prend un plaisir à faire les tâches les plus rebutantes, les plus sales. 
Entretemps, elle a repris contact avec Arkadi, son mari : elle l’avait quitté seize plus tôt après l’avoir trompé. Deux années passent à s’échanger des lettres, puis un jour, Arkadi débarque chez sa femme : il a démissionné de l’armée avec le grade de général et vient s’installer chez elle.
La cohabitation est difficile. Arkadi, que ses rhumatismes font souffrir, a un caractère épouvantable et, fait aggravant, les deux époux n’arrivent pas à parler de la mort de leur fille.
Arkadi passe par plusieurs phases, d’abord la religion, puis un besoin de visiter ses voisins, des sermons aux moujiks qui viennent se faire soigner, les plaisirs de la table, mais toujours cet ennui qui colle à la peau.
Une nuit, Arkadi meurt dans son sommeil. Anna entre au couvent.

## Édition française
- L’ennui, traduit par Édouard Parayre, Les Éditeurs Français Réunis, 1958.